# Jacques Julliard
Jacques Julliard (Brénod, 4 marzo 1933 – 8 settembre 2023) è stato uno storico, saggista, giornalista e sindacalista francese, editorialista del Nouvel Observateur dal 1978 al 2010, di Marianne dal 2010 e di Le Figaro dal 2017 fino alla sua morte. È stato, tra l'altro, leader sindacale, membro della direzione del CFDT, collaboratore della rivista Esprit e direttore della collezione di Éditions du Seuil.
Julliard è considerato una figura emblematica della “seconda sinistra”, favorevole alla fine dei pregiudizi del socialismo nei confronti dell'economia di mercato.

## Biografia

### Primi anni
Jacques Julliard nacque il 4 marzo 1933 a Brénod, comune dell'Haut Bugey, di cui suo nonno paterno Marius e poi suo padre Marcien furono sindaci.  Entrambi furono anche consiglieri generali radicali. Marius, inizialmente contadino, divenne commerciante di vino, professione esercitata anche da Marcien; nutrì forti convinzioni anticlericali e intrattenne rapporti di amicizia con Paul Painlevé. L'incarico gli fu revocato da Philippe Pétain nel 1940.
Secondo lo storico Christophe Prochasson, “non c'è dubbio che questo ambiente familiare, in cui la personalità di Édouard Herriot era molto ammirata, contribuì a familiarizzare Jacques Julliard con la vita politica”. In gioventù, fu sedotto sia da Pierre Mendès France che da Charles de Gaulle, rifiutò la Quarta Repubblica e sostenne un regime presidenziale negli anni 1956-1958, sotto l'influenza di costituzionalisti come Georges Vedel e Maurice Duverger.
Jacques Julliard seguì i corsi di catechismo, sotto l'influenza di una madre cattolica praticante, mentre suo padre era agnostico e anticlericale.
Dopo la maturità al Nantua College, Jacques Julliard entrò nel corso di preparazione letteraria al Lycée du Parc di Lione nel 1950. Lì fu influenzato da due professori vicini a Emmanuel Mounier: Jean Lacroix, collaboratore di Esprit e filosofo personalista interessato al pensiero di Proudhon, e Lucien Fraisse, cappellano della khâgne (scuola preparatoria) che insegnava un misto di cristologia e riflessione sull'inserimento politico della religione. Ma le letture di Proudhon, Marx, Pascal, Kant e Jules Lagneau furono preponderanti in lui che poi arrivò a definirsi “cato-proudhoniano”.  Politicamente neutralista e anticomunista ma né pacifista né antiamericano, fondò un think tank nel movimento L'Observateur, che gli permise di incontrare Gilles Martinet.
Nel 1954 Julliard fu ammesso all'École normale supérieure come germanista. Grazie a Jean Lacroix, entrò l'anno successivo negli organi della rivista Esprit, in particolare nel suo gruppo politico, dove incontrò Pierre Viansson-Ponté, Olivier Chevrillon, Claude Bourdet e Michel Crozier.

### Leader sindacale
Durante i suoi studi superiori, Jacques Julliard adottò posizioni anticolonialiste e fu attento alla questione dell'imperialismo e del totalitarismo sovietico. Ma anche se fu “compagno di strada” di diversi movimenti cattolici di sinistra, si oppose al ruolo che alcuni volevano che la Chiesa svolgesse nella vita politica.
Fu coinvolto nel sindacalismo studentesco presso l'Union nationale des étudiants de France (UNEF) dove, dopo un viaggio in Algeria nel 1955, subentrò a Robert Chapuis come vicepresidente per gli affari d'oltremare. Nel luglio 1956 organizzò con François Borella il congresso nazionale studentesco per la soluzione del problema algerino. Borella pronunciò il discorso di apertura, intervento che gli valse un atto d'accusa per aver messo in pericolo la sicurezza dello Stato.
Entrò quindi in contatto con Paul Vignaux, che lo introdusse al Syndicat général de l’Éducation nationale CFDT (SGEN), e partecipò al gruppo di ricostruzione della Confédération française des travailleurs chrétiens (CFTC). Questo gruppo era, dopo Esprit e l'UNEF, il terzo importante luogo di socialità dove avviene la sua formazione intellettuale e politica. Lì conobbe Edmond Maire, Eugène Descamps, Albert Détraz, Gilles Declercq e Pierre Mendès France.
Sul piano intellettuale, Jacques Julliard fu impegnato nella rivista Esprit con cronache sul movimento sindacale, sulla crisi dell'UNEF o sull'evoluzione del Partito Comunista. Si trovò anche a stretto contatto con il Club Jean Moulin senza aderirvi per timore di essere disapprovato dalla CFTC.
Divenne membro semipermanente della SGEN e fece campagna insieme a Paul Vignaux per la deconfessionalizzazione della CFTC, avvenuta nel 1964 con la creazione della CFDT. Nel 1967 entrò a far parte dell'ufficio confederale della CFDT come rappresentante della SGEN e partecipò attivamente ai dibattiti interni alla Confederazione sui rapporti con i partiti politici, difendendo ardentemente una strategia di autonomia.
Nel maggio del '68 partecipò alle discussioni come rappresentante della CFDT alla Sorbona, presentandosi come un elemento moderato nella protesta. Questo atteggiamento portò alla sua rottura con Paul Vignaux e alle sue dimissioni, pochi mesi dopo, dalla direzione nazionale della SGEN.

### L'adesione al PS nel 1974
Evidenziando l'impasse politica della “sinistra” e del PSU, sostenne e partecipò ai processi delle Assises du socialisme fino alla sua adesione al PS nel 1974. Accolse con favore anche le opere di Michel Rocard (Questioni allo Stato socialista, 1973), Robert Chapuis (Les Chrétiens et le socialisme, 1976) e Patrick Viveret (Attenzione Illich, 1976), amici politici con i quali, all'interno della rivista Faire , si concentrò sulla modernizzazione ideologica del partito.
Lasciò le sue funzioni a livello confederale al congresso CFDT del 1976. Tuttavia intervenne occasionalmente sui problemi dell'Università e della CFDT, sostenendo l'approccio della sua direzione durante le Assises du socialisme o il congresso del 1979.

### Insegnamento
Nel settembre 1959, Jacques Julliard fu chiamato al servizio nazionale in Algeria, dove prestò servizio come ufficiale di azione psicologica tra le popolazioni civili. Di nuovo a Parigi nel maggio 1961, venne nominato professore al liceo di Chartres. L'anno successivo diventò segretario della SGEN per l'istruzione secondaria.
Nel 1962 Julliard entrò a far parte del CNRS come ricercatore associato. Venne accolto nel gruppo formato attorno a Ernest Labrousse e collaborò alla rivista Le Mouvement Social, insieme ad Annie Kriegel, Madeleine Rebérioux, Jacques Ozouf e Jean Maitron. Iniziò una ricerca su Fernand Pelloutier e il sindacalismo rivoluzionario ma alla fine lasciò perdere.
Nel 1965 abbandonò la ricerca: insegnò per un anno all'Istituto di studi politici di Bordeaux. L'anno successivo lasciò il CNRS per insegnare sia all'Istituto di studi politici di Parigi come docente sia alla Sorbona come assistente di storia contemporanea.
Nel settembre 1968 fondò con Jacques Ozouf il dipartimento di storia dell'Università di Vincennes. Promosso professore assistente, membro del nucleo di cooptazione incaricato del reclutamento degli insegnanti, coinvolse il suo amico Michel Winock. Nello stesso anno, il 1968, iniziò anche a insegnare al Centro di formazione per giornalisti (CFJ) e pubblicò Nascita e morte della Quarta Repubblica (Calmann-Lévy), il suo secondo libro dopo Clemenceau, distruttore di scioperi (Julliard, 1965), in cui tratta in particolare del sanguinoso sciopero di Draveil-Villeneuve-Saint-Georges avvenuto nel 1908.
Nel 1976 presentò la sua candidatura all'EHESS (Scuola di Studi Avanzati in Scienze Sociali) diventandone due anni più tardi direttore degli studi. Nel febbraio 1979, fu uno dei 34 firmatari della dichiarazione scritta da Léon Poliakov e Pierre Vidal-Naquet per smantellare la retorica negazionista di Robert Faurisson. Poco dopo fu uno dei promotori della petizione Freedom for History.

### Giornalismo
Nel 1966, grazie a Jean-Marie Domenach, Jacques Julliard entrò a far parte delle Editions du Seuil come direttore della collezione “Politica”. Continuò a collaborare attivamente con la rivista Esprit, in particolare attraverso rubriche di politica interna.

#### Le Nouvel Observateur (dal 1969)
I suoi editoriali furono notata da André Gorz che lo presentò a Jean Daniel per collaborare con Le Nouvel Observateur. Fin dal primo colloquio con il direttore della redazione emerse una profonda complicità intellettuale che sfociò in una proposta di collaborazione con il giornale.
La collaborazione iniziò nel dicembre 1969 ed ebbe un ritmo più sostenuto nel 1973. Dal settembre 1977, sostituì Jacques Ozouf per l'analisi dei sondaggi politici, ma rimase fuori dal servizio politico, i suoi interventi assunsero principalmente la forma di colonne e articoli di approfondimento sulla situazione politica. Svolse anche un ruolo di primo piano nei dibattiti intellettuali che si tennero in redazione. Lanciò così il dibattito sulla nuova filosofia (maggio 1977) e su “Il Terzo Mondo e la Sinistra” (5 giugno 1978), partecipò al dibattito sulla rivoluzione iraniana (dicembre 1978), il boicottaggio dei Giochi olimpici di Mosca (febbraio 1980) e concluse quello su "L'ideologia francese di Bernard-Henri Lévy" (marzo 1981).
A volte recensendo criticamente saggi nelle pagine letterarie, si sforzò di far conoscere Hannah Arendt, Georges Sorel, Proudhon, Charles Péguy e Antonio Gramsci. Oltre ai libri di storia, accolse anche le opere di autori a lui vicini (lui stesso o il giornale) – come Pierre Vidal-Naquet (La Tribune dans la République, 1972), Maurice Clavel (Les Paroissiens de Palente, 1974), Roger Prioret (Il francese misterioso, 1974) o André Gorz (Addio al proletariato, 1980). Nel marzo 1981, non esitò a criticare con forza L'Idéologie Française di Bernard-Henri Lévy e ad attaccare il ruolo di “direttore di coscienza” svolto da Jean Daniel. Infine, a volte rilasciò interviste a storici (Emmanuel Le Roy Ladurie, Marc Ferro) o politici, come Pierre Mendès France (4 marzo 1978).
Nominato editorialista per il Nouvel Observateur nel luglio 1978 accanto ad André Gorz, Roger Priouret e Claude Roy, raramente fu però presente sul giornale.vRidusse poi la collaborazione con Esprit, pur rimanendo membro del comitato di redazione insediatosi nel 1977 con una nuova formula per la rivista.
Nel 2006 si oppose al progetto di legge relativo al riconoscimento del genocidio armeno e difese il controverso storico Bernard Lewis. Nell'ottobre 2008 fu nominato membro del Comitato per la riforma degli enti locali.

#### Intervention (dal 1982)
Alla fine del 1982 Julliard creò la rivista politico-culturale Intervention, vicino a Michel Rocard e alla “seconda sinistra”. Nel 1983, in seguito alla creazione della "Società di Studi Soréliani", nacquero i Cahiers Georges Sorel, di cui ne assunse la direzione. Nel 1989 questa rivista adottò un nuovo titolo: Nineteen Hundred. Revisione della storia intellettuale.

#### France Culture (dal 1984)
Jacques Julliard fu il produttore dello spettacolo Le grand Débat on France Culture, che riuniva ogni settimana diverse personalità che venivano a discutere varie questioni di attualità. Questi programmi sono stati tra i momenti più importanti del canale, ottobre 1984-giugno 1989; Julliard era assistito da Jacques Rouchouse.

#### Marianne (dal 2010)
Il 17 novembre 2010, non condividendo più la linea editoriale del Nouvel Observateur e ansioso di "interrogarsi", Jacques Julliard lasciò il settimanale per Marianne, dove lavorò come editorialista.
Espresse un duro giudizio sul filosofo Jean-Paul Sartre, descrivendolo come "un cattivo romanziere, un drammaturgo ingiocabile, un filosofo prolisso ma senza originalità" e accusandolo di aver "lodato tutte le dittature, giustificato tutti i massacri".

#### Le Figaro (dal 2017)
Dal 2017, Jacques Julliard scrisse una rubrica mensile su Le Figaro.

### Morte
Jacques Julliard morì l'8 settembre 2023 all'età di 90 anni.

## Vita privata
Jacques Julliard sposò Suzanne Agié nel 1957. Ebbero tre figli tra cui Jean-François Julliard, nato nel 1963 a Parigi, giornalista presso Le Canard chainé (e suo direttore dal 2023).

## Opere
- Clemenceau briseur de grèves (Grève de Draveil-Villeneuve-Saint-Georges), Julliard, 1965, ried. 2004
- Fernand Pelloutier et les origines du syndicalisme d'action directe, Seuil, 1971
- La IVe République (1947-1958), Calmann-Lévy, 1968, ried. Le livre de poche, 1988
- La Faute à Rousseau, Seuil, 1985
- Autonomie ouvrière. Études sur le syndicalisme d'action directe, Gallimard-Seuil, 1988 ISBN 2-02-010105-X
- Le Génie de la liberté, Seuil, Parigi, 1990 ISBN 2-02-012078-X
- Chroniques du septième jour, Seuil, 1991
- Ce fascisme qui vient, Seuil, 1994
- La Droite et la Gauche, Robert Laffont, 1995
- L'Année des dupes, Seuil, 1996
- La Mort du roi: essai d'ethnographie politique comparée, Gallimard, 1996
- La Faute aux élites, Gallimard, 1997
- Pour la Bosnie, Seuil, 1998
- L'Année des fantômes. Journal 1997, Grasset, 1998
- Le Choix de Pascal, Desclée de Brouwer, 2003, Prix Montyon 2004 de l’Académie française
- Rupture dans la civilisation: le révélateur irakien, Gallimard, 2003
- Que sont les grands hommes devenus?, Saint-Simon, 2004
- Le Malheur français, Flammarion, 2005
- La Reine du monde: essai sur la démocratie d'opinion, Flammarion, 2008
- L'Argent, Dieu et le Diable. Péguy, Bernanos, Claudel face au monde moderne, Flammarion, 2008
- Les Gauches françaises. 1762-2012, Flammarion, 2012, Prix Jean-Zay 2012 e Grand Prix Gobert 2013[11]
- Le Choc Simone Weil, Flammarion, 2014, p. 144[12][13]
- L'école est finie, Flammarion, 2015 isbn 978-2-0813-7896-4
- L'Esprit du peuple, Robert Laffont, 2017, p. 1152
- Allons-nous sortir de l'Histoire?, Flammarion, 2019, p. 328
- De Gaulle et les siens, Bernanos, Claudel, Mauriac, Péguy, Le Cerf, 2020
- Carnets inédits 1987-2020, 2021

### In collaborazione
- Con Edmond Maire, La CFDT aujourd'hui, Seuil, 1975
- Con Jean-Noël Jeanneney, «Le Monde» de Hubert Beuve-Méry, ou le métier d'Alceste, Seuil, 1979
- Con François Furet e Pierre Rosanvallon, La République du centre, Hachette, 1989
- Con Jean Foyer, Michel Godet, Claude Imbert, Philippe Tesson, Jean-Pierre Thiollet, Thierry Wolton, La Pensée unique: le vrai procès, Economica/Jean-Marc Chardon e Denis Lensel éd., 1998 ISBN 2-7178-3745-0
- Con Michel Winock, Dictionnaire des intellectuels français, Seuil, 2002
- Con Jean-Claude Michéa, La Gauche et le Peuple, Flammarion, 2014 isbn 978-2-08-131313-2; ried. Flammarion, 2017, p. 320